# Coupe d'Europe de beach soccer
La Coupe d'Europe de beach soccer, plus connue sous le nom d'Euro Beach Soccer Cup, est une compétition masculine européenne à élimination directe de beach soccer entre nations. Lancé en 1998, ce concours est réservé aux huit meilleurs nations européennes du moment déterminées à l'aide du classement BSWW, à l'exception du pays hôte.
Le Portugal est présent sur les 13 premiers podiums à l'exception de l'édition 2008 et détient le record de titres remportés avec 7 victoires, la dernière en 2016.

## Histoire
L'Euro Beach Soccer Cup est mise en place par la BSWW en 1998. À Syracuse, le Portugal remporte la première édition contre l'Espagne avant que celle-ci ne prenne sa revanche l'année suivante à domicile. En 2000, l'EBSC n'a pas lieu.
À sa retour en 2001, l'Euro BS Cup voit le Portugal remporter 4 titres consécutif dont 3 face à son voisin espagnol. La finale de 2002 est la première à ne pas voir s'affronter Espagnols et Portugais, c'est la France qui subit la puissance lusitaniennes. Madjer s'accaparant tous les titres de meilleur joueur et meilleur buteur.
En 2005, l'équipe de Suisse met son nom au tableau alors que, pour la première fois, les Lusitaniens ne prennent pas part à la finale (3e) battu par la Russie en demi-finale. Erreur réparée dès l'année suivante avec une 6e coupe d'Europe pour le Portugal en 8 éditions.
Lors du tournoi de 2007, l'Ukraine remporte son premier tournoi majeur tandis que la France joue et perd sa 3e finale, la 2e consécutives. S'ensuivent deux titres pour l'Espagne acquis face aux même suisses puis un nouveau doublé, pour la Russie cette fois, les deux fois face aux Portugais. Alors que la compétition ne se joue plus que tous les deux ans.

## Lieu
| Nbr | Pays        | Années                   |
| --- | ----------- | ------------------------ |
| 4   | Italie      | 1998, 2006, 2009 et 2010 |
| 4   | Espagne     | 1999, 2001, 2002 et 2007 |
| 2   | Russie      | 2005 et 2012             |
| 2   | Azerbaïdjan | 2008 et 2014             |
| 1   | Belgique    | 2003                     |
| 1   | Portugal    | 2004                     |
| 1   | Serbie      | 2016                     |

L'Italie et l'Espagne sont les pays qui ont le plus souvent accueilli la compétition. Ils se partagent les quatre premières éditions avec la première à Syracuse (Sicile) puis les 3 suivantes sur la péninsule ibérique. S'ensuivent trois éditions en Belgique, Portugal et Russie avant deux nouvelles éditions aux sud de l'Europe à Naples puis Tarragone. En 2008, l'Euro Beach Soccer Cup se déroule à Bakou en Azerbaïdjan dont l'équipe termine 3e. Suivent deux tournois à Rome (2009, 2010) et un second passage à Moscou (2012, après celui 2005) et Bakou (2014).

## Palmarès

### Par édition
| #  | Année | Lieu       | Vainqueur    | 2e       | 3e          |
| -- | ----- | ---------- | ------------ | -------- | ----------- |
| 1  | 1998  | Syracuse   | Portugal     | Espagne  | Italie      |
| 2  | 1999  | Alicante   | Espagne      | Portugal | France      |
| 3  | 2001  | Maspalomas | Portugal (2) | Espagne  | Italie      |
| 4  | 2002  | Barcelone  | Portugal (3) | Espagne  | France      |
| 5  | 2003  | Liège      | Portugal (4) | France   | Espagne     |
| 6  | 2004  | Lisbonne   | Portugal (5) | Espagne  | Italie      |
| 7  | 2005  | Moscou     | Suisse       | Russie   | Portugal    |
| 8  | 2006  | Naples     | Portugal (6) | France   | Italie      |
| 9  | 2007  | Tarragone  | Ukraine      | France   | Portugal    |
| 10 | 2008  | Bakou      | Espagne (2)  | Suisse   | Azerbaïdjan |
| 11 | 2009  | Rome       | Espagne (3)  | Suisse   | Portugal    |
| 12 | 2010  | Rome       | Russie       | Portugal | Italie      |
| 13 | 2012  | Moscou     | Russie (2)   | Portugal | Suisse      |
| 14 | 2014  | Bakou      | Espagne (4)  | Suisse   | Russie      |
| 15 | 2016  | Belgrade   | Portugal (7) | Italie   | Russie      |

### Par nation
| Nation      | Vainqueur                                  | 2e                       | 3e                             |
| ----------- | ------------------------------------------ | ------------------------ | ------------------------------ |
| Portugal    | · 1998, 2001, 2002, 2003, 2004, 2006, 2016 | · 1999, 2010, 2012       | · 2005, 2007, 2009             |
| Espagne     | · 1999, 2008, 2009, 2014                   | · 1998, 2001, 2002, 2004 | · 2003                         |
| Russie      | · 2010, 2012                               | · 2005                   | · 2014, 2016                   |
| Suisse      | · 2005                                     | · 2008, 2009, 2014       | · 2012                         |
| Ukraine     | · 2007                                     | -                        | -                              |
| France      | -                                          | · 2003, 2006, 2007       | · 1999, 2002                   |
| Italie      | -                                          | · 2016                   | · 1998, 2001, 2004, 2006, 2010 |
| Azerbaïdjan | -                                          | -                        | · 2008                         |

## Récompenses individuelles

### Par édition
| #  | Édition | Meilleur joueur     | Meilleur gardien       | Meilleur buteur         | Meilleur buteur |
| #  | Édition | Meilleur joueur     | Meilleur gardien       | Nom                     | Nbr             |
| -- | ------- | ------------------- | ---------------------- | ----------------------- | --------------- |
| 1  | 1998    |                     |                        |                         |                 |
| 2  | 1999    |                     |                        |                         |                 |
| 3  | 2001    | Madjer              |                        | Madjer                  |                 |
| 4  | 2002    |                     |                        | Madjer (2)              |                 |
| 5  | 2003    | Madjer (2)          | Joao Carlos            | Madjer (3)              |                 |
| 6  | 2004    | Madjer (3)          | Joao Carlos (2)        | Madjer (4)              |                 |
| 7  | 2005    | Andreï Boukhlitski  | Nico Jung              | Pasquale Carotenuto     |                 |
| 8  | 2006    | Pasquale Carotenuto | Christophe Eggimann    | Pasquale Carotenuto (2) |                 |
| 9  | 2007    | Jérémy Basquaise    | Volodymyr Gladchenko   | Dejan Stankovic         |                 |
| 10 | 2008    | Nico                | Roberto Valeiro        | Dejan Stankovic (2)     |                 |
| 11 | 2009    | Nico (2)            | Nico Jung              | Madjer (5)              |                 |
| 12 | 2010    | Ilya Leonov         | Andreï Boukhlitski     | Madjer (6)              |                 |
| 13 | 2012    | Alekseï Makarov     | Andreï Boukhlitski (2) | Stankovic (3) et Soria  | 6 buts          |
| 14 | 2014    | Juanma              | Dávid Ficsór           | Noël Ott                | 11 buts         |
| 15 | 2016    | Elinton Andrade     | Elinton Andrade        | Gabriele Gori           | 6 buts          |

### Joueurs remarquables
| # | Meilleur joueur | Meilleur buteur | Meilleur gardien               |
| - | --------------- | --------------- | ------------------------------ |
| 1 | Madjer (3)      | Madjer (7)      | Joao Carlos et Boukhlitski (2) |
| 2 | Nico (2)        | Stankovic (3)   | -                              |
| 3 | -               | Carotenuto (2)  | -                              |

Les Portugais et plus précisément Madjer ont d'abord monopolisés les titres individuels avec quatre titres de meilleur buteur en autant d'édition entre 2001 et 2004 et trois titres de meilleur joueur sur la même période. Son coéquipier et gardien Joao Carlos est élu meilleur gardien en 2003 et 2004.
Seul l'Espagnol Nico réussira à être élu plus d'une fois meilleur joueur par la suite en 2008 et 2009. De même avec celui de meilleur portier et le russe Andreï Boukhlitski (2010 et 2012) qui présente la particularité d'être élu meilleur joueur de champ en 2005.
Pour le trophée de meilleur buteur, à la suite du quadruplé de Madjer, l'Italien Pasquale Carotenuto remporte deux fois consécutives le prix avant que le suisse Dejan Stankovic n'en fasse de même. En 2009 et 2010, le Portugais ajoute deux nouveaux titres à son palmarès avant de le partager en 2012 avec Stankovic et l'Italien Giuseppe Soria.